# Давид Машадо
Давид Машадо (на португалски: David Machado) е португалски преводач, сценарист и писател на произведения в жанра социална драма и детска литература.

## Биография и творчество
Роден е на 14 юли 1978 г. в Лисабон, Португалия. Следва икономика във Висшия институт по икономика и управление (ISEG) в Лисабон.
Първоначално получава известност с книгите си за деца, две от които са удостоени с литературни награди. Първата му книга за деца, „Нощта на измислените животни“ от 2005 г., получава наградата „Бранкиньо да Фонсека“, а книгата му „Акула във ваната“ от 2009 г. печели наградата SPA/RTP за най-добра детска книга през 2010 г.
Първият му роман „Приказният театър на гиганта“ е публикуван през 2006 г. Двама непознати от латиноамериканска страна пристигат в планинското село Лагарес – мъжът се казва Томас, но заради колосалния си ръст е наречен Гигантът, а съпругата му Юнис е дребна жена с огнена коса. Гигантът е страхотен разказвач на истории, но един ден заспива непробудно, въпреки че продължава да разказва историите, които сънува. В безкрайното чакане Юнис решава да запише всичко, за което мечтае мъжът, когото обича.
През 2015 г. е издаден романът му „Средният индекс на щастие“. Главният герой Даниел загубва работата си заради кризата, жена му и двете им деца също го напускат, за да търсят по-добри възможности в друг град, а двамата му добри приятели Шавиер и Алмодовар не могат да му помогнат. На създадения от тях сайт за взаимопомощ се получава съобщение от Доротея Маркеш, която е инвалид в инвалидна количка и живее в Швейцария, че търси помощ, за да се придвижи до Марсилия и да посети брат си, който е в кома след сериозна злополука. Даниел и Шавиер решават да изминат дългото разстояние до Швейцария и да ѝ помогнат, а с тях пътуват децата на Даниел и синът на Алмодовар. Пътуването дава възможност на Даниел да възстанови връзката с децата си, да намери нов смисъл на живота си дори и в малките неща. Книгата получава наградата за литература на Европейския съюз за 2015 г. През 2017 г. романът е екранизиран в едноименния филм с участието на Марко д'Алмейда.
Освен книги за деца и романи за възрастни, е автор на сборника с разкази „Възможни истории“ от 2008 г., участва с разкази в литературни антологии и публикува разкази в португалски и чуждестранни вестници и списания.
Превел е книгите „Героят на жените“ от Адолфо Биой Касарес и „Благодаря ти за огъня“ от Марио Бенедети.
Давид Машадо живее със семейството си в Лисабон.

## Произведения

### Самостоятелни романи
- O Fabuloso Teatro do Gigante (2006)[1]
- Deixem Falar as Pedras (2011)
- Índice Medio de Felicidad (2015) – награда за литература на Европейския съюз[2]
Средният индекс на щастие, изд.: ИК „Изида“, София (2018), прев. Симеон Хаджикосев
- Debaixo da Pele (2017)
- A Educação dos Gafanhotos (2020)

### Детска литература
- A Noite dos Animais Inventados (2005) – награда „Бранкиньо да Фонсека“[1][2]
- Os Quatro Comandantes da Cama Voadora (2007)
- O Tubarão na Banheira (2009) – награда SPA/RTP
- Um Homem Verde num Buraco Muito Fundo ()
- A Mala Assombrada (2011)
- Parece Um Pássaro (2014)
- Acho Que Posso Ajudar (2014)
- Uma noite caiu uma estrela: uma história luminosa (2015)
- Os livros do rei (2017)
- Não te afastes (2018)

### Сборници
- Histórias Possíveis (2008)[1]

### Преводи
- El sueño de los héroes – на Адолфо Биой Касарес
- Gracias por el fuego – на Марио Бенедети

### Екранизации
- 2017 Índice Médio de Felicidade – по романа, сценарий